# Benfica Lissabon/Namen und Zahlen
Dieser Artikel dient der Darstellung bedeutender Statistiken zu Benfica Lissabon, für die im Hauptartikel nur wenig Platz ist. An wichtigen Stellen wird dort auf einzelne Abschnitte dieser Datensammlung verlinkt.

## Titel und Erfolge

### Meisterschaftserfolge
- Portugiesischer Meister (35):
  - 1936, Bilanz: 14 Spiele, 8 Siege, 5 Unentschieden, 1 Niederlagen, 44:23 Tore, 21/28 Punkte, 1 Punkt Vorsprung vor dem FC Porto
  - 1937, Bilanz: 14 Spiele, 12 Siege, 0 Unentschieden, 2 Niederlagen, 57:13 Tore, 24/28 Punkte, 1 Punkt Vorsprung vor Belenenses Lissabon
  - 1938, Bilanz: 14 Spiele, 10 Siege, 3 Unentschieden, 1 Niederlagen, 34:16 Tore, 23/28 Punkte, im direkten Vergleich besser als der FC Porto
  - 1942, Bilanz: 22 Spiele, 19 Siege, 0 Unentschieden, 3 Niederlagen, 74:34 Tore, 38/44 Punkte, 4 Punkte Vorsprung vor Sporting
  - 1943, Bilanz: 18 Spiele, 15 Siege, 0 Unentschieden, 3 Niederlagen, 74:38 Tore, 30/36 Punkte, 1 Punkt Vorsprung vor Sporting
  - 1945, Bilanz: 18 Spiele, 14 Siege, 2 Unentschieden, 2 Niederlagen, 79:26 Tore, 30/36 Punkte, 3 Punkte Vorsprung vor Belenenses Lissabon
  - 1950, Bilanz: 26 Spiele, 21 Siege, 3 Unentschieden, 2 Niederlagen, 86:33 Tore, 45/52 Punkte, 6 Punkte Vorsprung vor Sporting
  - 1955, Bilanz: 26 Spiele, 18 Siege, 3 Unentschieden, 5 Niederlagen, 61:20 Tore, 39/52 Punkte, im direkten Vergleich besser als der Belenenses Lissabon
  - 1957, Bilanz: 26 Spiele, 17 Siege, 7 Unentschieden, 2 Niederlagen, 75:25 Tore, 41/52 Punkte, 1 Punkt Vorsprung vor dem FC Porto
  - 1960, Bilanz: 26 Spiele, 20 Siege, 5 Unentschieden, 1 Niederlage, 75:27 Tore, 45/52 Punkte, 3 Punkte Vorsprung vor Sporting
  - 1961, Bilanz: 26 Spiele, 22 Siege, 2 Unentschieden, 2 Niederlagen, 92:21 Tore, 46/52 Punkte, 3 Punkte Vorsprung vor Sporting
  - 1963, Bilanz: 26 Spiele, 23 Siege, 2 Unentschieden, 1 Niederlage, 81:25 Tore, 48/52 Punkte, 6 Punkte Vorsprung vor dem FC Porto
  - 1964, Bilanz: 26 Spiele, 21 Siege, 4 Unentschieden, 1 Niederlage, 103:26 Tore, 46/52 Punkte, 6 Punkte Vorsprung vor dem FC Porto
  - 1965, Bilanz: 26 Spiele, 19 Siege, 5 Unentschieden, 2 Niederlagen, 88:21 Tore, 43/52 Punkte, 6 Punkte Vorsprung vor dem FC Porto
  - 1967, Bilanz: 26 Spiele, 20 Siege, 3 Unentschieden, 3 Niederlagen, 64:19 Tore, 43/52 Punkte, 3 Punkte Vorsprung vor Académica de Coimbra
  - 1968, Bilanz: 26 Spiele, 18 Siege, 5 Unentschieden, 3 Niederlagen, 75:19 Tore, 41/52 Punkte, 4 Punkte Vorsprung vor Sporting
  - 1969, Bilanz: 26 Spiele, 16 Siege, 7 Unentschieden, 3 Niederlagen, 49:17 Tore, 39/52 Punkte, 2 Punkte Vorsprung vor dem FC Porto
  - 1971, Bilanz: 26 Spiele, 18 Siege, 5 Unentschieden, 3 Niederlagen, 62:17 Tore, 41/52 Punkte, 3 Punkte Vorsprung vor Sporting
  - 1972, Bilanz: 30 Spiele, 26 Siege, 3 Unentschieden, 1 Niederlage, 81:16 Tore, 55/60 Punkte, 10 Punkte Vorsprung vor Vitória Setúbal
  - 1973, Bilanz: 30 Spiele, 28 Siege, 2 Unentschieden, 0 Niederlagen, 101:13 Tore, 58/60 Punkte, 18 Punkte Vorsprung vor Belenenses Lissabon
  - 1975, Bilanz: 30 Spiele, 21 Siege, 7 Unentschieden, 2 Niederlagen, 62:12 Tore, 49/60 Punkte, 5 Punkte Vorsprung vor dem FC Porto
  - 1976, Bilanz: 30 Spiele, 23 Siege, 4 Unentschieden, 3 Niederlagen, 94:20 Tore, 50/60 Punkte, 2 Punkte Vorsprung vor Boavista Porto
  - 1977, Bilanz: 30 Spiele, 23 Siege, 5 Unentschieden, 2 Niederlagen, 67:24 Tore, 51/60 Punkte, 9 Punkte Vorsprung vor Sporting
  - 1981, Bilanz: 30 Spiele, 22 Siege, 6 Unentschieden, 2 Niederlagen, 72:15 Tore, 50/60 Punkte, 2 Punkte Vorsprung vor dem FC Porto
  - 1983, Bilanz: 30 Spiele, 22 Siege, 7 Unentschieden, 1 Niederlage, 67:13 Tore, 51/60 Punkte, 4 Punkte Vorsprung vor dem FC Porto
  - 1984, Bilanz: 30 Spiele, 24 Siege, 4 Unentschieden, 2 Niederlagen, 86:22 Tore, 52/60 Punkte, 3 Punkte Vorsprung vor dem FC Porto
  - 1987, Bilanz: 30 Spiele, 20 Siege, 9 Unentschieden, 1 Niederlage, 51:23 Tore, 49/60 Punkte, 2 Punkte Vorsprung vor dem FC Porto
  - 1989, Bilanz: 38 Spiele, 27 Siege, 9 Unentschieden, 2 Niederlagen, 60:15 Tore, 63/76 Punkte, 9 Punkte Vorsprung vor dem FC Porto
  - 1991, Bilanz: 38 Spiele, 32 Siege, 5 Unentschieden, 1 Niederlage, 89:18 Tore, 69/76 Punkte, 2 Punkte Vorsprung vor dem FC Porto
  - 1994, Bilanz: 34 Spiele, 23 Siege, 8 Unentschieden, 3 Niederlagen, 73:25 Tore, 54/68 Punkte, 2 Punkte Vorsprung vor dem FC Porto
  - 2005, Bilanz: 34 Spiele, 19 Siege, 8 Unentschieden, 7 Niederlagen, 51:31 Tore, 65/102 Punkte, 3 Punkte Vorsprung vor dem FC Porto
  - 2010, Bilanz: 30 Spiele, 24 Siege, 4 Unentschieden, 2 Niederlagen, 78:20 Tore, 76/90 Punkte, 5 Punkte Vorsprung vor Sporting Braga
  - 2014, Bilanz: 30 Spiele, 23 Siege, 5 Unentschieden, 2 Niederlagen, 58:18 Tore, 74/90 Punkte, 7 Punkte Vorsprung vor Sporting
  - 2015, Bilanz: 34 Spiele, 27 Siege, 4 Unentschieden, 3 Niederlagen, 86:16 Tore, 85/102 Punkte, 3 Punkte Vorsprung vor dem FC Porto
  - 2016, Bilanz: 34 Spiele, 29 Siege, 1 Unentschieden, 4 Niederlagen, 88:22 Tore, 88/102 Punkte, 2 Punkte Vorsprung vor Sporting
- Portugiesischer Vizemeister (27):
  - 1944, Bilanz: 18 Spiele, 14 Siege, 3 Unentschieden, 1 Niederlage, 61:22 Tore, 31/36 Punkte, 5 Punkte Rückstand auf Sporting
  - 1946, Bilanz: 22 Spiele, 17 Siege, 3 Unentschieden, 2 Niederlagen, 82:29 Tore, 37/44 Punkte, 1 Punkt Rückstand auf Belenenses Lissabon
  - 1947, Bilanz: 26 Spiele, 20 Siege, 1 Unentschieden, 5 Niederlagen, 99:47 Tore, 41/52 Punkte, 6 Punkte Rückstand auf Sporting
  - 1948, Bilanz: 26 Spiele, 19 Siege, 3 Unentschieden, 4 Niederlagen, 84:35 Tore, 41/52 Punkte, Punktgleichheit, im direkten Vergleich schlechter als Sporting
  - 1949, Bilanz: 26 Spiele, 17 Siege, 3 Unentschieden, 6 Niederlagen, 72:34 Tore, 37/52 Punkte, 5 Punkte Rückstand auf Sporting
  - 1952, Bilanz: 26 Spiele, 18 Siege, 4 Unentschieden, 4 Niederlagen, 76:26 Tore, 40/52 Punkte, 1 Punkt Rückstand auf Sporting
  - 1953, Bilanz: 26 Spiele, 17 Siege, 5 Unentschieden, 4 Niederlagen, 75:27 Tore, 39/52 Punkte, 4 Punkte Rückstand auf Sporting
  - 1956, Bilanz: 26 Spiele, 19 Siege, 5 Unentschieden, 2 Niederlagen, 76:31 Tore, 43/52 Punkte, im direkten Vergleich schlechter als der FC Porto
  - 1959, Bilanz: 26 Spiele, 17 Siege, 7 Unentschieden, 2 Niederlagen, 78:20 Tore, 41/52 Punkte, im direkten Vergleich schlechter als der FC Porto
  - 1966, Bilanz: 26 Spiele, 18 Siege, 5 Unentschieden, 3 Niederlagen, 73:30 Tore, 41/52 Punkte, 1 Punkt Rückstand auf Sporting
  - 1970, Bilanz: 26 Spiele, 17 Siege, 4 Unentschieden, 5 Niederlagen, 58:14 Tore, 38/52 Punkte, 8 Punkte Rückstand auf Sporting
  - 1974, Bilanz: 30 Spiele, 21 Siege, 5 Unentschieden, 4 Niederlagen, 68:23 Tore, 47/60 Punkte, 2 Punkte Rückstand auf Sporting
  - 1978, Bilanz: 30 Spiele, 21 Siege, 9 Unentschieden, 0 Niederlagen, 56:11 Tore, 51/60 Punkte, im direkten Vergleich schlechter als der FC Porto
  - 1979, Bilanz: 30 Spiele, 23 Siege, 3 Unentschieden, 4 Niederlagen, 75:21 Tore, 49/60 Punkte, 1 Punkt Rückstand auf den FC Porto
  - 1982, Bilanz: 30 Spiele, 20 Siege, 4 Unentschieden, 6 Niederlagen, 60:22 Tore, 44/60 Punkte, 2 Punkte Rückstand auf Sporting
  - 1986, Bilanz: 30 Spiele, 21 Siege, 5 Unentschieden, 4 Niederlagen, 54:13 Tore, 47/60 Punkte, 2 Punkte Rückstand auf den FC Porto
  - 1988, Bilanz: 30 Spiele, 19 Siege, 13 Unentschieden, 6 Niederlagen, 59:25 Tore, 47/60 Punkte, 15 Punkte Rückstand auf den FC Porto
  - 1990, Bilanz: 30 Spiele, 23 Siege, 9 Unentschieden, 2 Niederlagen, 76:18 Tore, 55/60 Punkte, 4 Punkte Rückstand auf den FC Porto
  - 1992, Bilanz: 34 Spiele, 17 Siege, 12 Unentschieden, 5 Niederlagen, 62:23 Tore, 46/68 Punkte, 10 Punkte Rückstand auf den FC Porto
  - 1993, Bilanz: 34 Spiele, 22 Siege, 8 Unentschieden, 4 Niederlagen, 60:18 Tore, 52/68 Punkte, 2 Punkte Rückstand auf den FC Porto
  - 1996, Bilanz: 34 Spiele, 22 Siege, 7 Unentschieden, 5 Niederlagen, 57:27 Tore, 52/102 Punkte, 11 Punkte Rückstand auf den FC Porto
  - 1998, Bilanz: 34 Spiele, 20 Siege, 8 Unentschieden, 6 Niederlagen, 62:29 Tore, 68/102 Punkte, 9 Punkte Rückstand auf den FC Porto
  - 2003, Bilanz: 34 Spiele, 23 Siege, 6 Unentschieden, 5 Niederlagen, 74:27 Tore, 75/102 Punkte, 11 Punkte Rückstand auf den FC Porto
  - 2004, Bilanz: 34 Spiele, 22 Siege, 8 Unentschieden, 4 Niederlagen, 62:28 Tore, 74/102 Punkte, 8 Punkte Rückstand auf den FC Porto
  - 2011, Bilanz: 30 Spiele, 20 Siege, 3 Unentschieden, 7 Niederlagen, 61:31 Tore, 63/90 Punkte, 21 Punkte Rückstand auf den FC Porto
  - 2012, Bilanz: 30 Spiele, 21 Siege, 6 Unentschieden, 3 Niederlagen, 66:27 Tore, 69/90 Punkte, 6 Punkte Rückstand auf den FC Porto
  - 2013, Bilanz: 30 Spiele, 24 Siege, 5 Unentschieden, 1 Niederlage, 77:20 Tore, 77/90 Punkte, 1 Punkt Rückstand auf den FC Porto

Platzierung in der ewigen Tabellen:
- Ewige Tabelle der Primeira Liga: Platz 1
- Sieger der Campeonato de Lisboa (10):
  - 1910, 1912, 1913, 1914, 1916, 1917, 1918, 1920, 1933, 1940
- Sieger des Taça de Honra (18):
  - 1920, 1922, 1963, 1965, 1967, 1968, 1969, 1972, 1973, 1974, 1975, 1978, 1979, 1980, 1982, 1984, 1986, 1988

### Nationale Pokalerfolge
- Sieger des Taça de Portugal (25):
  - 1940 (3:1 gegen Belenenses Lissabon)
  - 1943 (5:1 gegen Vitória Setúbal)
  - 1944 (8:0 gegen Estoril Praia)
  - 1949 (2:1 gegen Atlético CP)
  - 1951 (5:1 gegen Académica de Coimbra)
  - 1952 (5:4 gegen Sporting CP)
  - 1953 (5:0 gegen FC Porto)
  - 1955 (2:1 gegen Sporting CP)
  - 1957 (3:1 gegen SC Covilhã)
  - 1959 (1:0 gegen FC Porto)
  - 1962 (3:0 gegen Vitória Setúbal)
  - 1964 (6:2 gegen FC Porto)
  - 1969 (2:1 n. V. gegen Académica de Coimbra)
  - 1970 (3:1 gegen Sporting CP)
  - 1972 (3:2 n. V. gegen Sporting CP)
  - 1980 (1:0 gegen FC Porto)
  - 1981 (3:1 gegen FC Porto)
  - 1983 (1:0 gegen FC Porto)
  - 1985 (3:1 gegen FC Porto)
  - 1986 (2:0 gegen Belenenses Lissabon)
  - 1987 (2:1 gegen Sporting CP)
  - 1993 (5:2 gegen Boavista Porto)
  - 1996 (3:1 gegen Sporting CP)
  - 2004 (2:1 n. V. gegen FC Porto)
  - 2014 (1:0 gegen Rio Ave FC)
- Finalist im Taça de Portugal (10):
  - 1939 (3:4 gegen Académica de Coimbra)
  - 1958 (0:1 gegen FC Porto)
  - 1965 (1:3 gegen Vitória Setúbal)
  - 1971 (1:4 gegen Sporting CP)
  - 1974 (1:2 n. V. gegen Sporting CP)
  - 1975 (1:2 gegen Boavista Porto)
  - 1989 (1:2 gegen Belenenses Lissabon)
  - 1997 (2:3 gegen Boavista Porto)
  - 2005 (1:2 gegen Vitória Setúbal)
  - 2013 (1:2 gegen Vitória Guimarães)
- Sieger des Taça da Liga (6):
  - 2009 (1:1 (3:2 n. E.) gegen den Sporting CP)
  - 2010 (3:0 gegen den FC Porto)
  - 2011 (2:1 gegen den FC Paços de Ferreira)
  - 2012 (2:1 gegen den Gil Vicente FC)
  - 2014 (2:0 gegen den Rio Ave FC)
  - 2015 (2:1 gegen den Marítimo Funchal)
- Sieger des portugiesischen Fußball-Supercups (8):
  - 1980 (4:3 gegen den Sporting CP)
  - 1985 (1:0 gegen den FC Porto)
  - 1989 (4:0 gegen den Belenenses Lissabon)
  - 2005 (1:0 gegen den Vitória Setúbal)
  - 2014 (0:0 (3:2 n. E.) gegen den Rio Ave FC)
  - 2016 (3:0 gegen den Sporting Braga)
  - 2017 (3:1 gegen den Vitória Guimarães)
  - 2019 (5:0 gegen den Sporting CP)
- Finalist des Supercups (12):
  - 1981 (3:4 gegen den FC Porto)
  - 1983 (1:2 gegen den FC Porto)
  - 1984 (1:5 gegen den FC Porto)
  - 1986 (3:5 gegen den FC Porto)
  - 1987 (1:3 gegen den Sporting CP)
  - 1991 (1:1 (3:4 n. E.) gegen den FC Porto)
  - 1993 (2:2 (3:4 n. E.) gegen den FC Porto)
  - 1994 (1:2 gegen den FC Porto)
  - 1996 (0:6 gegen den FC Porto)
  - 2004 (0:1 gegen den FC Porto)
  - 2010 (0:2 gegen den FC Porto)
  - 2015 (0:1 gegen den Sporting CP)
- Sieger des Taça Ribeiro dos Reis (3):
  - 1964, 1966, 1971

### Internationale Erfolge UEFA und FIFA
Europapokal der Landesmeister
- Sieger des UEFA Europapokal der Landesmeister (2):
  - 1961 (3:2 n. V. gegen den FC Barcelona)
  - 1962 (5:3 n. V. gegen Real Madrid)
- Finale im UEFA Europapokal der Landesmeister (5):
  - 1963 (1:2 gegen AC Mailand)
  - 1965 (0:1 gegen Inter Mailand)
  - 1968 (1:4 n. V. gegen Manchester United)
  - 1988 (0:0, 5:6 i. E. gegen PSV Eindhoven)
  - 1990 (0:1 gegen AC Mailand)

UEFA Europa League / UEFA Cup
- Finalist im UEFA Cup / in der UEFA Europa League (3):
  - 1983 (0:1 und 1:1 gegen RSC Anderlecht)
  - 2013 (1:2 gegen den FC Chelsea)
  - 2014 (0:0, 2:4 i. E. gegen den FC Sevilla)
- Halbfinale im UEFA-Pokal (1):
  - 2011 (2:1 und 0:1 gegen Sporting Braga)

W Weltpokal und Toyota-Cup (FIFA-Klub-Weltmeisterschaft)
- Finalist des Europa-Südamerika-Weltpokal (2):
  - 1961 (1:0, 0:5, Entscheidungsspiel 1:2 gegen Club Atlético Peñarol)
  - 1963 (2:3, 2:5 gegen FC Santos)

Coupe Latine
- Sieger des Coupe Latine (1):
  - 1950 (3:3, 2:1 n. V. Girondins Bordeaux)
- Finalist des Coupe Latine (1):
  - 1957 (0:1 gegen Girondins Bordeaux)

Teilnahmen an Europapokal-Wettbewerben
- Teilnahmen an der UEFA Champions League (41): 1957/58, 1960/61, 1961/62, 1962/63, 1963/64, 1964/65, 1965/66, 1967/68, 1968/69, 1969/70, 1971/72, 1972/73, 1973/74, 1975/76, 1976/77, 1977/78, 1981/82, 1983/84, 1984/85, 1987/88, 1989/90, 1991/92, 1994/95, 1998/99, 2003/04, 2004/05, 2005/06, 2006/07, 2007/08, 2010/11, 2011/12, 2012/13, 2013/14, 2014/15, 2015/16, 2016/17, 2017/18, 2018/19, 2019/20, 2021/22, 2022/23
- Teilnahmen am Europapokal der Pokalsieger (6): 1974/75, 1980/81, 1985/86, 1986/87, 1993/94, 1996/97,
- Teilnahmen an der UEFA Europa League (22): 1978/79, 1979/80, 1982/83, 1988/89, 1990/91, 1992/93, 1995/96, 1997/98, 1999/00, 2000/01, 2003/04 1, 2004/05 1, 2006/07 2, 2007/08 2, 2008/09, 2009/10, 2010/11 2, 2012/13 2, 2013/14 2, 2018/19 2, 2019/20 2, 2020/21 1
- Teilnahmen am Weltpokal (2): 1961, 1962

### Gewonnene Einladungsturniere
Iberian Cup (1):
- 1983 (1:2 und 3:1 gegen Athletic Bilbao)

Três Cidades Trophy: (1)
- 1913

Quatro Cidades Trophy: (1)
- 1916

Páscoa Trophy: (1)
- 1925

Trofeo Ramón de Carranza: (2)
- 1963, 1971

Pequeña Copa del Mundo de Clubes: (1)
- 1965

Badajoz Trophy: (2)
- 1969, 1973

Salamanca Trophy: (1)
- 1973

Vinho do Porto Trophy: (1)
- 1973

Los Angeles Trophy: (1)
- 1975

Belo Horizonte Trophy: (1)
- 1975

Braga Trophy: (1)
- 1977

Paris Trophy: (1)
- 1979

FC Schalke 04 Trophy: (1)
- 1980

Toronto Tournament: (4)
- 1981, 1982, 1983, 1987

Lisboa Trophy: (3)
- 1984, 1986, 1987

Lisboa International Trophy: (2)
- 1983, 1985

Maputo Tournament: (2)
- 1986

Trofeo Teresa Herrera: (1)
- 1987

The City Of Vigo Trophy: (1)
- 1989

Guadiana Trophy: (5)
- 2002, 2007, 2009, 2010, 2011

Dubai Cup: (1)
- 2007

Cidade de Guimarães Trophy: (3)
- 2008, 2009, 2010

Amsterdam Tournament: (1)
- 2009

Eusébio Cup: (3)
- 2009, 2011, 2012

Pedro Pauleta Trophy: (1)
- 2009

CNE Cup: (1)
- 2009

Albufeira Summer Cup: (1)
- 2010

### Spieler-Titel
Folgende Titel wurden von Spielern gewonnen, während sie bei Benfica spielten.
Fußball-Europameisterschaft (1)
- 2004  Panagiotis Fyssas

FIFA Confederations Cup (3)
- 2005  Luisão
- 2009  Luisão
- 2005  Léo

Copa América (4)
- 1989  Aldair
- 1989  Ricardo Gomes
- 2004  Luisão
- 2011  Maxi Pereira

Olympische Sommerspiele (1)
- 2008  Ángel Di María

FIFA Junioren-Fußballweltmeisterschaft / FIFA U-20-Weltmeisterschaft (8)
- 1989  Fernando Brassard
- 1989  Abel Silva
- 1989  Paulo Sousa
- 1989  Paulo Madeira
- 1989  José Bizarro
- 1991  Gil Gomes
- 1991  Rui Bento
- 2013  Rodrigo

U-21-Fußball-Europameisterschaft (1)
- 2015  Victor Lindelöf

U-21-Fußball-Europameisterschaft - Mannschaft des Turniers (2)
- 2015  Victor Lindelöf
- 2015  Ivan Cavaleiro
- 2013  Rodrigo

U-17-Fußball-Europameisterschaft (3)
- 2003  Tiago Gomes
- 2003  João Coimbra
- 2003  Manuel Curto

### Trainer-Auszeichnungen
LPFP Primeira Liga: Bester Trainer (3)
- 2010  Jorge Jesus
- 2014  Jorge Jesus
- 2015  Jorge Jesus

### Spieler-Auszeichnungen
Folgende Auszeichnungen wurden Spielern verliehen, während sie bei Benfica spielten.

#### International
Ballon d’Or (1)
- 1965  Eusébio

UEFA Goldener Schuh (2)
- 1968  Eusébio (42 Tore) (erster Gewinner)
- 1973  Eusébio (40 Tore)

FIFA Goldener Schuh (1)
- 1966  Eusébio (9 Tore)

FIFA Silberner Ball (1)
- 2011  Nélson Oliveira (U-20)

FIFA Goldener Handschuh (2)
- 1994  Michel Preud’homme
- 2011  Mika (U-20)

Europapokal der Landesmeister / UEFA Champions League Torschützenkönig (6)
- 1960/61  José Águas
- 1964/65  Eusébio
- 1965/66  Eusébio
- 1967/68  Eusébio
- 1987/88  Rui Águas
- 1991/92  Sergei Juran

UEFA Europa League Torschützenkönig (1)
- 2009/10  Óscar Cardozo

#### National
Portugals Fußballer des Jahres (18)
- 1970  Eusébio
- 1971  Nené
- 1972  António José Conceição Oliveira
- 1973  Eusébio
- 1974  Humberto Coelho
- 1975  João Alves
- 1976  Fernando Chalana
- 1977  Manuel Bento
- 1984  Fernando Chalana
- 1985  Carlos Manuel
- 1992  João Pinto
- 1993  João Pinto
- 1994  João Pinto
- 2007  Simão Sabrosa
- 2010  David Luiz
- 2013  Nemanja Matić
- 2014  Enzo Pérez
- 2015  Jonas

LPFP Primeira Liga: Größte Entwicklung der Saison (2)
- 2009/10  Fábio Coentrão
- 2010/11  Nicolás Gaitán

LPFP Primeira Liga: Bester Torhüter der Saison (2)
- 2013/14  Jan Oblak
- 2014/15  Julio César

A Bola de Ouro (3)
- 1992/93  João Pinto
- 1995/96  João Pinto
- 2009/10  Javier Saviola

SJPF - Primeira Liga: Bester Spieler des Monats (27)
- 2004-02  Petit
- 2004-11  Simão Sabrosa
- 2005-02  Geovanni
- 2005-03  Miguel
- 2005-09  Nuno Gomes
- 2005-10  Nuno Gomes
- 2006-03  Léo
- 2006-10  Simão Sabrosa
- 2007-01  Quim
- 2007-02  Simão Sabrosa
- 2007-09  Rui Costa
- 2008-09  Hassan Yebda
- 2009-05  Óscar Cardozo
- 2009-12  Javier Saviola
- 2010-04  Ángel Di María
- 2012-01  Rodrigo
- 2012-12  Nemanja Matić
- 2013-01  Nemanja Matić
- 2013-03  Lima
- 2013-04  Nemanja Matić
- 2014-01  Lazar Marković
- 2014-02  Lazar Marković
- 2014-04  Lima
- 2014-08  Talisca
- 2014-09  Talisca
- 2015-02  Jonas
- 2015-04  Jonas
- 2016-02  Jonas

SJPF - Primeira Liga: Bester U-23 Spieler des Monats (5)
- 2008-09  Miguel Vítor
- 2009-10  Fábio Coentrão
- 2010-03  Fábio Coentrão
- 2010-04  Fábio Coentrão
- 2010-10  Fábio Coentrão
- 2015-12  Renato Sanches
- 2016-01  Renato Sanches

Primeira Liga Torschützenkönig (25)
- 1942/43  Julinho
- 1949/50  Julinho
- 1951/52  José Águas
- 1955/56  José Águas
- 1956/57  José Águas
- 1958/59  José Águas
- 1960/61  José Águas
- 1962/63  José Augusto Torres
- 1963/64  Eusébio
- 1964/65  Eusébio
- 1965/66  Eusébio
- 1966/67  Eusébio
- 1967/68  Eusébio
- 1969/70  Eusébio
- 1970/71  Artur Jorge
- 1971/72  Artur Jorge
- 1972/73  Eusébio
- 1975/76  Rui Jordão
- 1980/81  Nené
- 1983/84  Nené
- 1988/89  Vata
- 1989/90  Mats Magnusson
- 1990/91  Rui Águas
- 2009/10  Óscar Cardozo
- 2011/12  Óscar Cardozo

Paraguays Fußballer des Jahres (2)
- 1997  Carlos Gamarra
- 2009  Óscar Cardozo

Schwedens Fußballer des Jahres (1)
- 1989  Jonas Thern

### Erfolge von SL Benfica B
- Meister der IIIª Divisão (1):
  - 2004/05

### Spieler-Auszeichnungen
Folgende Auszeichnungen wurden Spielern verliehen, während sie bei Benfica B spielten.
LPFP Segunda Liga: Bester Spieler der Saison
- Miguel Rosa - 2012/13

LPFP Segunda Liga: Größte Entwicklung der Saison
- Bernardo Silva - 2013/14
- Gonçalo Guedes - 2014/15

SJPF - Segunda Liga: Bester Spieler des Monats
- Miguel Rosa - August 2012, September 2012, Oktober 2012, November 2012, Januar 2013, Februar 2013, März 2013, April 2013
- Ivan Cavaleiro - August 2013, September 2013
- Bernardo Silva - Oktober 2013, Dezember 2013, Januar 2014
- Gonçalo Guedes - Oktober 2014, Dezember 2014

SJPF - Segunda Liga: Bester U-23 Spieler des Monats
- Miguel Rosa - August 2012, September 2012, Februar 2013
- Pedro Rebocho - November 2015

### Erfolge der Jugendmannschaften
Erfolge der U-19-Mannschaft
- Sieger der Campeonato Nacional de Juniores (23):
  - 1944
  - 1945
  - 1949
  - 1951
  - 1955
  - 1957
  - 1958
  - 1959
  - 1960
  - 1962
  - 1963
  - 1968
  - 1970
  - 1972
  - 1975
  - 1976
  - 1978
  - 1985
  - 1988
  - 1989
  - 2000
  - 2004
  - 2013
- Finalist der Liga Intercalar (1):
  - 2011 (Südzone)
- Sieger der Blue Stars/FIFA Youth Cup (1):
  - 1996
- Finalist der Blue Stars/FIFA Youth Cup (2):
  - 1997
  - 2014
- Dritter der Blue Stars/FIFA Youth Cup (2):
  - 2000
  - 2001
- Finalist der UEFA Youth League (1):
  - 2013/14

## Detaillierte Statistik der Endspielteilnahmen von Benfica

### Teilnahme an portugiesischen Pokalendspielen

#### Portugiesisches Pokalfinale 1939
| SL Benfica – Académica de Coimbra – 3:4 (1:1) | |  |
| Austragungsort                                | Estádio José Manuel Soares Lissabon, 25. Juni 1939 |  |
| Aufstellung                                   | António Martins, Gustavo Teixeira, João Correia, Álvaro Gaspar Pinto, Feliciano Barbosa, Francisco Ferreira, Francisco Alves Albino, Guilherme Espírito Santo, Alexandre Brito, Alfredo Valadas, Rogério de Sousa |  |
| Trainer                                       | Lippo Hertzka |  |
| Tore                                          | 1:0 (9. Rogério de Sous), 1:1 (39. Manuel da Costa), 1:2 (46. Alberto Gomes), 2:2 (47. Rogério de Sous), 3:2 (51. Arnaldo Carneiro), 4:2 (53. Arnaldo Carneiro), 4:3 (73. Alexandre Brito)                        |  |

#### Portugiesisches Pokalfinale 1940
| SL Benfica – Belenenses Lissabon – 3:1 (2:0) | |  |
| Austragungsort                               | Estádio José Manuel Soares Lissabon, 7. Juli 1940 |  |
| Aufstellung                                  | António Martins, Francisco Elói, Francisco Ferreira , Álvaro Gaspar Pinto, César Ferreira, Francisco Albino, Guilherme Espírito Santo, Joaquim Teixeira, Alexandre Brito, Alfredo Valadas, Francisco Rodrigues |  |
| Trainer                                      | János Biri |  |
| Tore                                         | 1:0 (15. Francisco Rodrigues), 2:0 (34. Alfredo Valadas), 3:0 (65. Guilherme Espírito Santo), 3:1 (78. João Correia)                                                                                           |  |

#### Portugiesisches Pokalfinale 1943
| SL Benfica – Vitória Setúbal – 5:1 (3:0) | |  |
| Austragungsort                           | Estádio José Manuel Soares Lissabon, 20. Juni 1943 |  |
| Aufstellung                              | António Martins, Álvaro Gaspar Pinto, Francisco Ferreira , César Ferreira, Joaquim Alcobia, Rogério Pipi, Manuel Jordão, Manuel da Costa, Joaquim Teixeira, Francisco Pires, Julinho |  |
| Trainer                                  | János Biri |  |
| Tore                                     | 1:0 (12. Rogério Pipi), 2:0 (23. Manuel da Costa), 3:0 (32. Julinho), 3:1 (58. Amador), 4:1 (75. Armindo O.G.), 5:1 (88. Julinho)                                                    |  |

#### Portugiesisches Pokalfinale 1944
| SL Benfica – GD Estoril Praia – 8:0 (4:0) | |  |
| Austragungsort                            | Estádio José Manuel Soares Lissabon, 28. Mai 1944 |  |
| Aufstellung                               | António Martins, Francisco Ferreira , César Ferreira, Francisco Albino, Rogério Pipi, João Silva, António Carvalho, Joaquim Teixeira, Julinho, Guilherme Espírito Santo, Arsénio Duarte |  |
| Trainer                                   | János Biri |  |
| Tore                                      | 1:0 (13. Rogério Pipi), 2:0 (15. Julinho), 3:0 (29. Julinho), 4:0 (35. Arsénio Duarte), 5:0 (56. Rogério Pipi), 6:0 (69. Rogério Pipi), 7:0 (75. Rogério Pipi), 8:0 (86. Rogério Pipi)  |  |

#### Portugiesisches Pokalfinale 1949
| SL Benfica – Atlético CP – 2:1 (0:0) | |  |
| Austragungsort                       | Estádio Nacional Oeiras, 13. Juni 1949 |  |
| Aufstellung                          | Rogério Contreiras, Félix Antunes, Joaquim Fernandes, Jacinto Marques, Rogério Pipi, Francisco Moreira, Francisco Ferreira , Eduardo José Corona, Guilherme Espírito Santo, Arsénio Duarte, Alfredo Melão |  |
| Trainer                              | Ted Smith |  |
| Tore                                 | 1:0 (78. Eduardo José Corona), 2:0 (80. Rogério Pipi), 2:1 (90. Carlo Martinho), |  |

#### Portugiesisches Pokalfinale 1951
| SL Benfica – Académica de Coimbra – 5:1 (2:1) | |  |
| Austragungsort                                | Estádio Nacional Oeiras, 10. Juni 1951 |  |
| Aufstellung                                   | José Bastos, Félix Antunes, Artur Santos, Joaquim Fernandes, José Rosário, Rogério Pipi, Francisco Moreira, Eduardo José Corona, Francisco Ferreira , José Águas, Arsénio Duarte |  |
| Trainer                                       | Ted Smith |  |
| Tore                                          | 0:1 (1. João Macedo), 1:1 (7. Rogério Pipi), 2:1 (13. Arsénio Duarte), 3:1 (55. Rogério Pipi), 4:1 (63. Rogério Pipi), 5:1 (77. Rogério Pipi)                                    |  |

#### Portugiesisches Pokalfinale 1952
| SL Benfica – Sporting CP – 5:4 (1:1) | |  |
| Austragungsort                       | Estádio Nacional Oeiras, 15. Juni 1952 |  |
| Aufstellung                          | José Bastos, Joaquim Fernandes, Artur Santos, Félix Antunes, Francisco Ferreira , Eduardo José Corona, José Rosário, Rogério Pipi, Francisco Moreira, Arsénio Duarte, José Águas                                      |  |
| Trainer                              | Cândido Tavares |  |
| Tore                                 | 0:1 (9. Albano, FE), 1:1 (11. Rogério Pipi, FE), 2:1 (49. Eduardo José Corona), 3:1 (49. José Águas), 3:2 (51. Rola), 3:3 (55. João Baptista Martins), 4:3 (69. Rogério Pipi), 4:4 (71. Rola), 5:4 (90. Rogério Pipi) |  |

#### Portugiesisches Pokalfinale 1953
| SL Benfica – FC Porto – 5:0 (2:0) | |  |
| Austragungsort                    | Estádio Nacional Oeiras, 28. Juni 1953 |  |
| Aufstellung                       | José Bastos, Ângelo Martins, Joaquim Fernandes, Artur Santos, Félix Antunes, Rogério Pipi, Francisco Moreira , José Rosário, Manuel Vieira, Arsénio Duarte, José Águas |  |
| Trainer                           | António Ribeiro dos Reis |  |
| Tore                              | 1:0 (34. Rogério Pipi), 2:0 (38. Arsénio Duarte), 3:0 (39. José Águas), 4:0 (68. Arsénio Duarte), 5:0 (69. Arsénio Duarte)                                             |  |

#### Portugiesisches Pokalfinale 1955
| SL Benfica – Sporting CP – 2:1 (0:0) | |  |
| Austragungsort                       | Estádio Nacional Oeiras, 12. Juni 1955 |  |
| Aufstellung                          | Costa Pereira, Ângelo Martins, Artur Santos, Zézinho, Jacinto Santos, Fernando Caiado, Alfredo Abrantes, Mário Coluna, José Águas, Francisco Palmeiro, Arsénio Duarte |  |
| Trainer                              | Otto Glória |  |
| Tore                                 | 0:1 (47. João Baptista Martins), 1:1 (63. Arsénio Duarte), 2:1 (65. Arsénio Duarte)                                                                                   |  |

#### Portugiesisches Pokalfinale 1957
| SL Benfica – SC Covilhã – 3:1 (2:1) | |  |
| Austragungsort                      | Estádio Nacional Oeiras, 2. Juni 1957 |  |
| Aufstellung                         | José Bastos, Jacinto Marques , Zézinho, Ângelo Martins, Manuel Serra, Francisco Palmeiro, Mário Coluna, Domiciano Cavém, Leonel Pegado, Félix Salvador, José Águas |  |
| Trainer                             | Otto Glória |  |
| Tore                                | 1:0 (12. Félix Salvador), 2:0 (15. José Águas), 2:1 (19. Fernando Pires), 3:1 (87. Mário Coluna)                                                                   |  |

#### Portugiesisches Pokalfinale 1958
| SL Benfica – FC Porto – 0:1 (0:0) | |  |
| Austragungsort                    | Estádio Nacional Oeiras, 15. Juni 1958 |  |
| Aufstellung                       | José Bastos, Manuel Serra, Zézinho , Mário João, Francisco Calado, Leonel Pegado, Mário Coluna, Francisco Palmeiro, José Águas, José Maria, Manuel Azevedo |  |
| Trainer                           | Otto Glória |  |
| Tore                              | 0:1 (52. Hernâni) |  |

#### Portugiesisches Pokalfinale 1959
| SL Benfica – FC Porto – 1:0 (0:0) | |  |
| Austragungsort                    | Estádio Nacional Oeiras, 19. Juni 1959 |  |
| Aufstellung                       | José Bastos, Manuel Serra, Artur Santos , Mário João, José Neto, Francisco Palmeiro, Joaquim Santana, Alfredo Abrantes, Mário Coluna, Domiciano Cavém, José Águas |  |
| Trainer                           | José Valdivieso |  |
| Tore                              | 1:0 (1. Domiciano Cavém) |  |

#### Portugiesisches Pokalfinale 1962
| SL Benfica – Vitória Setúbal – 3:0 (0:0) | |  |
| Austragungsort                           | Estádio Nacional Oeiras, 1. Juli 1962 |  |
| Aufstellung                              | Costa Pereira, Fernando Cruz, Mário João, Ângelo Martins, Germano, Domiciano Cavém, Mário Coluna, António Simões, José Augusto, José Águas , Eusébio |  |
| Trainer                                  | Fernando Caiado |  |
| Tore                                     | 1:0 (57. Eusébio), 2:0 (68. Domiciano Cavém), 3:0 (84. Eusébio)                                                                                      |  |

#### Portugiesisches Pokalfinale 1964
| SL Benfica – FC Porto – 6:2 (3:1) | |  |
| Austragungsort                    | Estádio Nacional Oeiras, 5. Juli 1964 |  |
| Aufstellung                       | Costa Pereira, Germano, Fernando Cruz, Raúl Machado, Domiciano Cavém, Mário Coluna , António Simões, Eusébio, José Augusto Torres, José Augusto, Serafim Pereira                                               |  |
| Trainer                           | Lajos Czeizler |  |
| Tore                              | 1:0 (10. José Augusto), 2:0 (12. José Augusto), 2:1 (17. Custódio Pinto), 3:1 (30. Eusébio, FE), 4:1 (48. António Simões), 4:2 (70. Carlos Baptista), 5:2 (71. Serafim Pereira), 6:2 (83. José Augusto Torres) |  |

#### Portugiesisches Pokalfinale 1965
| SL Benfica – Vitória Setúbal – 1:3 (0:1) | |  |
| Austragungsort                           | Estádio Nacional Oeiras, 4. Juli 1965 |  |
| Aufstellung                              | Costa Pereira, Raúl Machado, Fernando Cruz, Germano, António Simões, Mário Coluna , Domiciano Cavém, Eusébio, José Augusto, José Augusto Torres, Iaúca |  |
| Trainer                                  | Béla Guttmann |  |
| Tore                                     | 0:1 (8. José Maria), 0:2 (57. Jaime Graça), 1:2 (82. Domiciano Cavém), 1:3 (83. Armando Bonjour)                                                       |  |

#### Portugiesisches Pokalfinale 1969
| SL Benfica – Académica de Coimbra – 2:1 (0:1) | |  |
| Austragungsort                                | Estádio Nacional Oeiras, 22. Juni 1969 |  |
| Aufstellung                                   | José Henrique, Zeca Miglietti, Malta da Silva, Adolfo Calisto, Humberto Coelho, Mário Coluna , António Simões, Toni (71. José Augusto), Jaime Graça, Eusébio, Abel Miglietti (46. José Augusto Torres) |  |
| Trainer                                       | Otto Glória |  |
| Tore                                          | 0:1 (81. Manuel António), 1:1 (85. António Simões), 2:1 (109. Eusébio) |  |

#### Portugiesisches Pokalfinale 1970
| SL Benfica – Sporting CP – 3:1 (1:0) | |  |
| Austragungsort                       | Estádio Nacional Oeiras, 14. Juni 1970 |  |
| Aufstellung                          | José Henrique, Zeca Miglietti, Malta da Silva, Humberto Coelho, Augusto Matine, Malta da Silva , Jaime Graça, António Simões, Toni, Diamantino Costa (65. Adolfo Calisto), Artur Jorge, José Augusto Torres |  |
| Trainer                              | José Augusto |  |
| Tore                                 | 1:0 (14. Artur Jorge), 2:0 (50. José Augusto Torres), 3:0 (63. António Simões), 3:1 (83. Fernando Peres) |  |

#### Portugiesisches Pokalfinale 1971
| SL Benfica – Sporting CP – 1:4 (0:3) | |  |
| Austragungsort                       | Estádio Nacional Oeiras, 27. Juni 1971 |  |
| Aufstellung                          | José Henrique, Zeca Miglietti, Malta da Silva, Humberto Coelho, Augusto Matine (34. Diamantino Costa), Adolfo Calisto, António Simões , Jaime Graça, Eusébio, Artur Jorge (69. José Augusto Torres), Nené |  |
| Trainer                              | Jimmy Hagan |  |
| Tore                                 | 0:1 (5. Joaquim Dinis), 0:2 (23. Nélson Fernandes), 0:3 (33. Chico Faria), 1:3 (59. Eusébio, FE), 1:4 (71. Chico Faria)                                                                                   |  |

#### Portugiesisches Pokalfinale 1972
| SL Benfica – Sporting CP – 3:2 (1:0) | |  |
| Austragungsort                       | Estádio Nacional Oeiras, 4. Juni 1972 |  |
| Aufstellung                          | José Henrique, Humberto Coelho, Adolfo Calisto, Artur Correia, Messias Timula, Diamantino Costa, Vítor Martins, Jaime Graça , Jaime Graça, Toni, Eusébio, Nené (73. Rui Jordão) |  |
| Trainer                              | Jimmy Hagan |  |
| Tore                                 | 1:0 (19. Eusébio), 1:1 (51. Fernando Peres, FE), 1:2 (61. Joaquim Dinis), 2:2 (70. Eusébio), 3:2 (118. Eusébio)                                                                 |  |

#### Portugiesisches Pokalfinale 1974
| SL Benfica – Sporting CP – 1:2 (1:0) | |  |
| Austragungsort                       | Estádio Nacional Oeiras, 9. Juni 1974 |  |
| Aufstellung                          | Manuel Bento, António Barros, Rui Rodrigues (67. Adolfo Calisto), Artur Correia, Humberto Coelho, António Simões , Toni (45. Eusébio), Vítor Martins, Rui Jordão, Nené, Vítor Baptista |  |
| Trainer                              | Fernando Cabrita |  |
| Tore                                 | 1:0 (32. Nené), 1:1 (89. Chico Faria), 1:2 (107. Marinho) |  |

#### Portugiesisches Pokalfinale 1975
| SL Benfica – Boavista Porto – 1:2 (0:2) | |  |
| Austragungsort                          | Estádio José Alvalade Lissabon, 14. Juni 1975 |  |
| Aufstellung                             | José Henrique, Malta da Silva , António Bastos Lopes, António Barros, Vítor Martins (67. Vítor Moia), Toni, Messias Timula, Shéu (28. Ibraim Silva), Diamantino Costa, Rui Jordão, Mário Moinhos |  |
| Trainer                                 | Milorad Pavić |  |
| Tore                                    | 0:1 (15. Mané), 0:2 (17. João Alves), 1:2 (60. Rui Jordão) |  |

#### Portugiesisches Pokalfinale 1980
| SL Benfica – FC Porto – 1:0 (1:0) | |  |
| Austragungsort                    | Estádio Nacional Oeiras, 7. Juni 1980 |  |
| Aufstellung                       | Manuel Bento, Alberto Fonseca (10. Frederico Rosa), João Laranjeira, António Bastos Lopes (70. Reinaldo Gomes), Humberto Coelho, Minervino Pietra, Toni, Shéu, Carlos Manuel, Nené , César |  |
| Trainer                           | Mário Wilson |  |
| Tore                              | 1:0 (36. César) |  |

#### Portugiesisches Pokalfinale 1981
| SL Benfica – FC Porto – 3:1 (1:1) | |  |
| Austragungsort                    | Estádio Nacional Oeiras, 6. Juni 1981 |  |
| Aufstellung                       | Manuel Bento, João Laranjeira, Frederico Rosa, António Veloso, Minervino Pietra, Shéu, Carlos Manuel (84. Francisco Vital), João Alves (86. António Bastos Lopes), Fernando Chalana, César, Nené |  |
| Trainer                           | Lajos Baróti |  |
| Tore                              | 0:1 (9. António Veloso, ET), 1:1 (31. Nené), 2:1 (55. Nené), 3:1 (85. Nené) |  |

#### Portugiesisches Pokalfinale 1983
| SL Benfica – FC Porto – 1:0 (1:0) | |  |
| Austragungsort                    | Estádio Nacional Oeiras, 21. August 1983 |  |
| Aufstellung                       | Manuel Bento , António Veloso, Minervino Pietra, António Oliveira, António Bastos Lopes, Álvaro Magalhães, José Luís, Glenn Strömberg (85. Shéu), Carlos Manuel, Zoran Filipović (59. Paulo Padinha), Nené |  |
| Trainer                           | Sven-Göran Eriksson |  |
| Tore                              | 1:0 (20. Carlos Manuel) |  |

#### Portugiesisches Pokalfinale 1985
| SL Benfica – FC Porto – 3:1 (2:0) | |  |
| Austragungsort                    | Estádio Nacional Oeiras, 10. Juni 1985 |  |
| Aufstellung                       | Manuel Bento , Minervino Pietra, António Bastos Lopes, António Oliveira, Álvaro Magalhães, Shéu, Carlos Manuel (73. Wando), Adelino Nunes, José Luís, Diamantino Miranda (73. Nené), Michael Manniche |  |
| Trainer                           | Pál Csernai |  |
| Tore                              | 1:0 (14. Adelino Nunes), 2:0 (33. Michael Manniche), 3:0 (47. Michael Manniche, FE), 3:1 (67. Paulo Futre)                                                                                            |  |

#### Portugiesisches Pokalfinale 1986
| SL Benfica – Belenenses Lissabon – 2:0 (1:0) | |  |
| Austragungsort                               | Estádio Nacional Oeiras, 27. April 1986 |  |
| Aufstellung                                  | Manuel Bento , António Oliveira, Samuel Quina, Álvaro Magalhães, António Veloso, Shéu, Diamantino Miranda, Adelino Nunes (69. Rui Pedro), Wando, Rui Águas, Michael Manniche (75. José Luís) |  |
| Trainer                                      | John Mortimore |  |
| Tore                                         | 1:0 (35. Adelino Nunes), 2:0 (69. Rui Águas) |  |

#### Portugiesisches Pokalfinale 1987
| SL Benfica – Sporting CP – 2:1 (1:0) | |  |
| Austragungsort                       | Estádio Nacional Oeiras, 7. Juni 1987 |  |
| Aufstellung                          | Silvino Louro, António Veloso, Dito, Edmundo, Álvaro Magalhães, Shéu , Diamantino Miranda, Adelino Nunes (84. Tueba Menayame), Carlos Manuel, Rui Águas, Chiquinho Carlos (42. Wando) |  |
| Trainer                              | John Mortimore |  |
| Tore                                 | 1:0 (39. Diamantino Miranda), 2:0 (55. Diamantino Miranda), 2:1 (80. Marlon Brandão)                                                                                                  |  |

#### Portugiesisches Pokalfinale 1989
| SL Benfica – Belenenses Lissabon – 1:2 (0:1) | |  |
| Austragungsort                               | Estádio Nacional Oeiras, 28. Mai 1989 |  |
| Aufstellung                                  | Silvino Louro, António Veloso, Carlos Mozer, Ricardo Gomes, António Fonseca (46. Vata), Valdo, Diamantino Miranda , Vítor Paneira, Abel Campos, Mats Magnusson, António Pacheco |  |
| Trainer                                      | Toni |  |
| Tore                                         | 0:1 (25. Chico Faria), 1:1 (73. Vata), 1:2 (81. Juanicó) |  |

#### Portugiesisches Pokalfinale 1993
| SL Benfica – Boavista Porto – 5:2 (2:1) | |  |
| Austragungsort                          | Estádio Nacional Oeiras, 10. Juni 1993 |  |
| Aufstellung                             | Neno, António Veloso , Carlos Mozer, William, Stefan Schwarz, Vítor Paneira (77. Hélder), Paulo Sousa, Rui Costa (77. Isaías), João Pinto, Paulo Futre, Rui Águas  |  |
| Trainer                                 | Toni |  |
| Tore                                    | 1:0 (32. Vítor Paneira), 2:0 (35. João Pinto), 2:1 (44. Marlon Brandão), 3:1 (48. Paulo Futre), 3:2 (57. José Tavares), 4:2 (70. Paulo Futre), 5:2 (88. Rui Águas) |  |

#### Portugiesisches Pokalfinale 1996
| SL Benfica – Sporting CP – 3:1 (2:0) | |  |
| Austragungsort                       | Estádio Nacional Oeiras, 18. Mai 1996 |  |
| Aufstellung                          | Michel Preud’homme, Daniel Kenedy (85. Ilian Iliew), Hélder, Ricardo Gomes, Dimas Teixeira, Paulo Bento, José António Calado, Bruno Caires (89. Marcelo), Valdo, João Pinto , Mauro Airez (83. Emerson Thome) |  |
| Trainer                              | Mário Wilson |  |
| Tore                                 | 1:0 (9. Mauro Airez), 2:0 (39. João Pinto), 3:0 (67. João Pinto), 3:1 (83. Carlos Xavier, FE) |  |

#### Portugiesisches Pokalfinale 2004
| SL Benfica – FC Porto – 2:1 (0:1) | |  |
| Austragungsort                    | Estádio Nacional Oeiras, 16. Mai 2004 |  |
| Aufstellung                       | José Moreira, Armando Sá (55. Geovanni), Luisão, Ricardo Rocha, Panagiotis Fyssas, Petit, Tiago (79. Zlatko Zahovič), Miguel, Simão Sabrosa , Nuno Gomes, Tomo Šokota (55. Fernando Aguiar) |  |
| Trainer                           | José Antonio Camacho |  |
| Tore                              | 0:1 (45. Derlei), 1:1 (58. Panagiotis Fyssas), 2:1 (104. Simão Sabrosa) |  |

#### Portugiesisches Pokalfinale 2005
| SL Benfica – Vitória Setúbal – 1:2 (1:1) | |  |
| Austragungsort                           | Estádio Nacional Oeiras, 29. Mai 2005 |  |
| Aufstellung                              | José Moreira, Miguel, Alcides Araújo Alves, Ricardo Rocha, Panagiotis Fyssas (54. Manuel dos Santos), Petit, Manuel Fernandes, Geovanni, Nuno Assis (74. Mantorras), Simão Sabrosa , Nuno Gomes, (85. Andrija Delibašić) |  |
| Trainer                                  | Giovanni Trapattoni |  |
| Tore                                     | 1:0 (4. Simão Sabrosa FE), 1:1 (26. Manuel José Vieira), 1:2 (72. Albert Meyong Zé) |  |

#### Portugiesisches Pokalfinale 2013
| SL Benfica – Vitória Guimarães – 1:2 (1:0) | |  |
| Austragungsort                             | Estádio Nacional Oeiras, 26. Mai 2013 |  |
| Aufstellung                                | Artur Moraes, Maxi Pereira, Luisão , Ezequiel Garay, André Almeida, Eduardo Salvio, Nemanja Matić, Enzo Pérez (87. Pablo Aimar), Nicolás Gaitán (84. Rodrigo), Lima, Óscar Cardozo (70. Jonathan Urretaviscaya) |  |
| Trainer                                    | Jorge Jesus |  |
| Tore                                       | 1:0 (30. Nicolás Gaitán), 1:1 (80. Soudani), 1:2 (82. Ricardo Pereira) |  |

#### Portugiesisches Pokalfinale 2014
| SL Benfica – Rio Ave FC – 1:0 (1:0) | |  |
| Austragungsort                      | Estádio Nacional Oeiras, 18. Mai 2014 |  |
| Aufstellung                         | Jan Oblak, Maxi Pereira, Luisão , Ezequiel Garay, André Almeida, Eduardo Salvio, Rúben Amorim (55. André Gomes), Enzo Pérez, Nicolás Gaitán (87. Óscar Cardozo), Lima, Rodrigo (66. Lazar Marković) |  |
| Trainer                             | Jorge Jesus |  |
| Tore                                | 1:0 (20. Nicolás Gaitán) |  |

#### Portugiesisches Pokalfinale 2017
| SL Benfica – Vitória Guimarães – 2:1 (0:0) | |  |
| Austragungsort                             | Estádio Nacional Oeiras, 28. Mai 2017 |  |
| Aufstellung                                | Ederson – Nélson Semedo, Luisão, Victor Lindelöf, Alejandro Grimaldo, Ljubomir Fejsa (24. Andreas Samaris), Pizzi, Eduardo Salvio, Franco Cervi (82. Rafa Silva), Raúl Jiménez, Jonas (90. Filipe Augusto) |  |
| Trainer                                    | Rui Vitória |  |
| Tore                                       | 1:0 (48. Raúl Jiménez), 2:0 (53. Eduardo Salvio), 2:1 (78. Bongani Zungu) |  |

#### Portugiesisches Pokalfinale 2020
| SL Benfica – FC Porto – 1:2 (0:0) | |  |
| Austragungsort                    | Estádio Cidade de Coimbra Coimbra, 1. August 2020 |  |
| Aufstellung                       | Odisseas Vlachodimos – André Almeida, Rúben Dias, Jardel , Nuno Tavares – Pizzi (76. Dyego Sousa), Julian Weigl (60. Adel Taarabt), Gabriel, Franco Cervi (46. Rafa Silva) – Chiquinho (60. Carlos Vinícius), Haris Seferović (76. Jota). |  |
| Trainer                           | Nélson Veríssimo |  |
| Tore                              | 0:1 (47. Chancel Mbemba), 0:2 (58. Chancel Mbemba), 1:2 (84. Foulelfmeter Carlos Vinícius) |  |

#### Portugiesisches Pokalfinale 2021
| SL Benfica – Sporting Braga – 0:2 (0:1) | |  |
| Austragungsort                          | Estádio Cidade de Coimbra Coimbra, 23. Mai 2021 |  |
| Aufstellung                             | Helton Leite – Jan Vertonghen, Nicolás Otamendi, Morato (81. Chiquinho) – Diogo Gonçalves (57. Nuno Tavares), Julian Weigl, Adel Taarabt, Alejandro Grimaldo – Pizzi (21. Odisseas Vlachodimos), Haris Seferović (57. Darwin Núñez), Everton (57. Rafa Silva) |  |
| Trainer                                 | Jorge Jesus |  |
| Tore                                    | 0:1 (45.+3' Lucas Piazón), 0:2 (85. Ricardo Horta) |  |

### Teilnahme an portugiesischen Ligapokalendspielen

#### Portugiesisches Ligapokalfinale 2009
| SL Benfica – Sporting Lissabon – 3:2 n. E. (1:1, 0:0) | |  |
| Austragungsort                                        | Estádio Algarve Faro, 21. März 2009 |  |
| Aufstellung                                           | Quim, Maxi Pereira, Luisão, Miguel Vítor, David Luiz, Kostas Katsouranis, Rúben Amorim (79. Carlos Martins), Pablo Aimar, José Antonio Reyes (88. Óscar Cardozo), David Suazo, Nuno Gomes (64. Ángel Di María) |  |
| Trainer                                               | Quique Flores |  |
| Tore                                                  | 0:1 (48. Bruno Pereirinha), 1:1 (75. José Antonio Reyes) |  |

#### Portugiesisches Ligapokalfinale 2010
| SL Benfica – FC Porto – 3:0 (2:0) | |  |
| Austragungsort                    | Estádio Algarve Faro, 21. März 2010 |  |
| Aufstellung                       | Quim, Maxi Pereira, Luisão , David Luiz, Fábio Coentrão, Airton, Rúben Amorim, Carlos Martins (67. Ramires), Ángel Di María, Pablo Aimar (62. Javier Saviola), Alan Kardec (77. Óscar Cardozo) |  |
| Trainer                           | Jorge Jesus |  |
| Tore                              | 1:0 (10. Rúben Amorim), 2:0 (45. Carlos Martins), 3:0 (90+2. Óscar Cardozo) |  |

#### Portugiesisches Ligapokalfinale 2011
| SL Benfica – FC Paços de Ferreira – 2:1 (2:0) | |  |
| Austragungsort                                | Estádio Cidade de Coimbra Coimbra, 23. April 2011 |  |
| Aufstellung                                   | José Moreira, Maxi Pereira, Luisão , Jardel, Fábio Coentrão Javi García, Carlos Martins (61. César Peixoto), Franco Jara, Pablo Aimar (90+2. Felipe Menezes), Javier Saviola (68. Airton), Óscar Cardozo |  |
| Trainer                                       | Jorge Jesus |  |
| Tore                                          | 1:0 (17. Franco Jara), 2:0 (42. Javi García), 2:1 (50. o.g Luisão) |  |

#### Portugiesisches Ligapokalfinale 2012
| SL Benfica – Gil Vicente FC – 2:1 (1:0) | |  |
| Austragungsort                          | Estádio Cidade de Coimbra Coimbra, 14. April 2012 |  |
| Aufstellung                             | Eduardo, Maxi Pereira , Ezequiel Garay, Jardel, Joan Capdevila Nemanja Matić, Axel Witsel, Bruno César, Pablo Aimar (62. Óscar Cardozo), Rodrigo (82. Javier Saviola), Nélson Oliveira (45. Nicolás Gaitán) |  |
| Trainer                                 | Jorge Jesus |  |
| Tore                                    | 1:0 (30. Rodrigo), 1:1 (78. Zé Luís), 2:1 (84. Javier Saviola) |  |

#### Portugiesisches Ligapokalfinale 2014
| SL Benfica – Rio Ave FC – 2:0 (1:0) | |  |
| Austragungsort                      | Estádio Dr. Magalhães Pessoa Leiria, 7. Mai 2014 |  |
| Aufstellung                         | Jan Oblak, Maxi Pereira, Luisão , Ezequiel Garay, Guilherme Siqueira Lazar Marković, Rúben Amorim (84. André Almeida), Enzo Pérez, Nicolás Gaitán (69. Eduardo Salvio), Lima (90+1. André Gomes), Rodrigo |  |
| Trainer                             | Jorge Jesus |  |
| Tore                                | 1:0 (42. Rodrigo), 2:0 (78. Luisão) |  |

#### Portugiesisches Ligapokalfinale 2015
| SL Benfica – Marítimo Funchal – 2:1 (1:0) | |  |
| Austragungsort                            | Estádio Cidade de Coimbra Coimbra, 29. Mai 2015 |  |
| Aufstellung                               | Júlio César, Maxi Pereira, Luisão , Jardel, Eliseu, Andreas Samaris, Pizzi (69. Talisca), Miralem Sulejmani (69. Ola John), Nicolás Gaitán, Lima (83. Ljubomir Fejsa), Jonas |  |
| Trainer                                   | Jorge Jesus |  |
| Tore                                      | 1:0 (37. Jonas), 1:1 (56. João Diogo), 2:1 (80. Ola John) |  |

### Teilnahme an portugiesischen Superpokalendspielen

#### Portugiesisches Superpokalfinale 1980
| SL Benfica – Sporting CP – 2:2 (2:0) | |  |
| Austragungsort                       | Estádio José Alvalade Lissabon, 10. September 1980 |  |
| Aufstellung                          | Manuel Bento , Humberto Coelho, João Laranjeira, Frederico Rosa, António Bastos Lopes, Shéu, Carlos Manuel, João Alves, Fernando Chalana (81. José Luís), Nené, César (45. Francisco Vital) |  |
| Trainer                              | Lajos Baróti |  |
| Tore                                 | 1:0 (10. Carlos Manuel), 2:0 (42. César), 1:2 (59. Rui Jordão FE), 2:2 (67. Rui Jordão) |  |

| SL Benfica – Sporting CP – 2:1 (1:1) | |  |
| Austragungsort                       | Estádio da Luz Lissabon, 29. Oktober 1980 |  |
| Aufstellung                          | António Botelho, Carlos Alhinho, António Bastos Lopes, Frederico Rosa, António Veloso, Minervino Pietra, Carlos Manuel, João Alves (72. José Luís), César (46. Joel Almeida), Nené , Francisco Vital |  |
| Trainer                              | Lajos Baróti |  |
| Tore                                 | 0:1 (22. Rui Jordão FE), 1:1 (43. Nené), 2:1 (86. Francisco Vital) |  |

#### Portugiesisches Superpokalfinale 1981
| SL Benfica – FC Porto – 2:0 (2:0) | |  |
| Austragungsort                    | Estádio da Luz Lissabon, 1. Dezember 1981 |  |
| Aufstellung                       | Manuel Bento, António Veloso, Álvaro Magalhães, Alberto Bastos Lopes, Humberto Coelho, Shéu, João Alves (78. Jorge Gomes), José Luís, Fernando Chalana, Reinaldo Gomes, Nené (38. César) |  |
| Trainer                           | Lajos Baróti |  |
| Tore                              | 1:0 (7. Nené), 2:0 (29. Nené) |  |

| SL Benfica – FC Porto – 1:4 (0:1) | |  |
| Austragungsort                    | Estádio das Antas Porto, 8. Dezember 1981 |  |
| Aufstellung                       | Manuel Bento, António Bastos Lopes, António Veloso, Álvaro Magalhães, Alberto Bastos Lopes, Shéu, José Luís, João Alves, Fernando Chalana, Jorge Gomes, Nené |  |
| Trainer                           | Lajos Baróti |  |
| Tore                              | 0:1 (27. Jacques), 1:1 (29. Jorge Gomes), 1:2 (65. Jacques), 1:3 (70. Jacques), 1:4 (79. José Alberto Costa)                                                 |  |

#### Portugiesisches Superpokalfinale 1983
| SL Benfica – FC Porto – 0:0 | |  |
| Austragungsort              | Estádio das Antas Porto, 8. Dezember 1983 |  |
| Aufstellung                 | Manuel Bento , Minervino Pietra, António Bastos Lopes, Álvaro Magalhães, António Oliveira, Shéu, José Luís, Carlos Manuel, Nené (73. Glenn Strömberg), Fernando Chalana, Zoran Filipović (62. Diamantino Miranda) |  |
| Trainer                     | Sven-Göran Eriksson |  |
| Tore                        | |  |

| SL Benfica – FC Porto – 1:2 (1:1) | |  |
| Austragungsort                    | Estádio da Luz Lissabon, 14. Dezember 1983 |  |
| Aufstellung                       | Manuel Bento , Minervino Pietra, António Bastos Lopes, Álvaro Magalhães, António Oliveira (70. Shéu), Fernando Chalana, Diamantino Miranda (65. Nené), Glenn Strömberg, Carlos Manuel, José Luís, Michael Manniche |  |
| Trainer                           | Sven-Göran Eriksson |  |
| Tore                              | 1:0 (12. Michael Manniche), 1:1 (20. António Frasco), 1:2 (64. Vermelhinho), |  |

#### Portugiesisches Superpokalfinale 1984
| SL Benfica – FC Porto – 1:0 (0:0) | |  |
| Austragungsort                    | Estádio da Luz Lissabon, 27. März 1985 |  |
| Aufstellung                       | Manuel Bento , Minervino Pietra (78. Carlos Pereira), António Bastos Lopes, Álvaro Magalhães, António Oliveira, José Luís, Diamantino Miranda, Carlos Manuel, Adelino Nunes, Michael Manniche, Jorge Silva |  |
| Trainer                           | Pál Csernai |  |
| Tore                              | 1:0 (56. Michael Manniche) |  |

| SL Benfica – FC Porto – 0:1 (0:0) | |  |
| Austragungsort                    | Estádio das Antas Porto, 17. April 1985 |  |
| Aufstellung                       | Manuel Bento , Minervino Pietra, António Bastos Lopes, Álvaro Magalhães, António Oliveira, Diamantino Miranda, José Luís, Carlos Manuel, Adelino Nunes, Michael Manniche, Wando (82. Shéu) |  |
| Trainer                           | Pál Csernai |  |
| Tore                              | 0:1 (87. Vermelhinho) |  |

#### Portugiesisches Superpokalfinale 1984 Wiederholung
| SL Benfica – FC Porto – 0:3 (0:2) | |  |
| Austragungsort                    | Estádio das Antas Porto, 16. Mai 1985 |  |
| Aufstellung                       | Manuel Bento , Minervino Pietra, António Bastos Lopes, Álvaro Magalhães, António Oliveira, José Luís, Diamantino Miranda, Carlos Manuel, Shéu, Tozé Santos (46. Jorge Silva), Michael Manniche |  |
| Trainer                           | Pál Csernai |  |
| Tore                              | 0:1 (5. Vermelhinho), 0:2 (37. Fernando Gomes), 0:3 (88. Fernando Gomes) |  |

| SL Benfica – FC Porto – 0:1 (0:1) | |  |
| Austragungsort                    | Estádio da Luz Lissabon, 30. Mai 1985 |  |
| Aufstellung                       | Manuel Bento , Minervino Pietra, António Bastos Lopes, Álvaro Magalhães, António Oliveira, Adelino Nunes, José Luís, Diamantino Miranda, Carlos Manuel (63. Wando), Michael Manniche, Nené (46. Jorge Silva) |  |
| Trainer                           | Pál Csernai |  |
| Tore                              | 0:1 (30. Paulo Futre) |  |

#### Portugiesisches Superpokalfinale 1985
| SL Benfica – FC Porto – 1:0 (1:0) | |  |
| Austragungsort                    | Estádio da Luz Lissabon, 20. November 1985 |  |
| Aufstellung                       | Manuel Bento, António Bastos Lopes, António Veloso, Álvaro Magalhães, António Oliveira, Adelino Nunes, Diamantino Miranda, Shéu , Michael Manniche, Nené (65. Rui Pedro), Wando (64. Minervino Pietra) |  |
| Trainer                           | John Mortimore |  |
| Tore                              | 1:0 (38. Diamantino Miranda) |  |

| SL Benfica – FC Porto – 0:0 | |  |
| Austragungsort              | Estádio das Antas Porto, 4. Dezember 1985 |  |
| Aufstellung                 | Manuel Bento, Álvaro Magalhães, António Veloso, Samuel Quina, António Oliveira, Carlos Manuel, Shéu , Diamantino Miranda (87. César Brito), Michael Manniche, Nené, Wando (64. António Bastos Lopes) |  |
| Trainer                     | John Mortimore |  |
| Tore                        | |  |

#### Portugiesisches Superpokalfinale 1986
| SL Benfica – FC Porto – 1:1 (1:1) | |  |
| Austragungsort                    | Estádio das Antas Porto, 19. November 1986 |  |
| Aufstellung                       | Neno, António Veloso , Álvaro Magalhães, António Oliveira, Dito, Diamantino Miranda, Adelino Nunes, Rui Pedro (87. Samuel Quina), Michael Manniche (20. Rui Águas), Wando, Chiquinho Carlos |  |
| Trainer                           | John Mortimore |  |
| Tore                              | 1:0 (2. Rui Pedro), 1:1 (32. Fernando Gomes) |  |

| SL Benfica – FC Porto – 2:4 (0:1) | |  |
| Austragungsort                    | Estádio da Luz Lissabon, 26. November 1986 |  |
| Aufstellung                       | Neno, António Veloso , Álvaro Magalhães, António Oliveira (20. Samuel Quina), Dito, Diamantino Miranda, Adelino Nunes, Rui Pedro, Chiquinho Carlos, Wando (60. César Brito), Rui Águas |  |
| Trainer                           | John Mortimore |  |
| Tore                              | 0:1 (36. Rabah Madjer), 0:2 (57. Paulo Futre), 1:2 (67. Diamantino Miranda), 1:3 (70. Paulo Futre), 1:4 (70. Fernando Gomes), 2:4 (88. Dito)                                           |  |

#### Portugiesisches Superpokalfinale 1987
| SL Benfica – Sporting CP – 0:3 (0:1) | |  |
| Austragungsort                       | Estádio da Luz Lissabon, 6. Dezember 1987 |  |
| Aufstellung                          | Manuel Bento , Carlos Pereira, Carlos Mozer, Edmundo, Carlos Manuel, Adelino Nunes, Elzo, Tueba Menayame (60. Mats Magnusson), Fernando Chalana (73. Wando), Rui Águas, Chiquinho Carlos |  |
| Trainer                              | Toni |  |
| Tore                                 | 0:1 (20. Edmundo) (ET), 0:2 (72. Silvinho), 0:3 (78. Paulinho Cascavel) |  |

| SL Benfica – Sporting CP – 0:1 (0:1) | |  |
| Austragungsort                       | Estádio José Alvalade Lissabon, 20. Dezember 1987 |  |
| Aufstellung                          | Silvino Louro, Álvaro Magalhães, Carlos Pereira, Edmundo, Elzo, Shéu , Adelino Nunes, Wando (82. António Pacheco), Tueba Menayame (72. Rui Águas), Mats Magnusson, Fernando Chalana, Chiquinho Carlos |  |
| Trainer                              | Toni |  |
| Tore                                 | 0:1 (20. Silvinho) |  |

#### Portugiesisches Superpokalfinale 1989
| SL Benfica – Belenenses CF – 2:0 (1:0) | |  |
| Austragungsort                         | Estádio da Luz Lissabon, 25. Oktober 1989 |  |
| Aufstellung                            | Silvino Louro, José Carlos, Paulo Madeira, Samuel Quina, António Veloso , Abel Campos, Vítor Paneira, António Pacheco, Valdo Filho, Vata, Adesvaldo Lima (68. Paulo Sousa) |  |
| Trainer                                | Sven-Göran Eriksson |  |
| Tore                                   | 1:0 (16. Vata), 2:0 (53. Adesvaldo Lima) |  |

| SL Benfica – Belenenses CF – 2:0 (1:0) | |  |
| Austragungsort                         | Estádio do Restelo Lissabon, 29. November 1989 |  |
| Aufstellung                            | Silvino Louro, José Carlos, Aldair, Samuel Quina, António Veloso , Jonas Thern, Vítor Paneira, Abel Campos (57. Diamantino Miranda), Valdo Filho, António Pacheco (67. Fernando Chalana), Mats Magnusson |  |
| Trainer                                | Sven-Göran Eriksson |  |
| Tore                                   | 1:0 (7. Macaé) (ET), 2:0 (75. Mats Magnusson) |  |

#### Portugiesisches Superpokalfinale 1991
| SL Benfica – FC Porto – 2:1 (1:0) | |  |
| Austragungsort                    | Estádio da Luz Lissabon, 18. Dezember 1991 |  |
| Aufstellung                       | Neno, Rui Bento (82. Pedro Valido), Paulo Madeira, William, José Carlos, Wassili Kulkow, Vítor Paneira , Jonas Thern, António Pacheco, Mats Magnusson, Sergei Juran (78. Rui Costa) |  |
| Trainer                           | Sven-Göran Eriksson |  |
| Tore                              | 1:0 (16. Sergei Juran), 2:1 (61. Jaime Magalhães), 2:0 (76. William) |  |

| SL Benfica – FC Porto – 0:1 (0:1) | |  |
| Austragungsort                    | Estádio das Antas Lissabon, 29. Januar 1992 |  |
| Aufstellung                       | Silvino Louro, Rui Bento, Paulo Madeira, William, António Veloso, Wassili Kulkow, Vítor Paneira , Jonas Thern (46. José Carlos), Isaías, César Brito, Sergei Juran (80. Paulo Sousa) |  |
| Trainer                           | Sven-Göran Eriksson |  |
| Tore                              | 0:1 (67. Ion Timofte) |  |

#### Portugiesisches Superpokalfinale 1991 Wiederholung
| SL Benfica – FC Porto – 4:5 n.e., 1:1 (0:0) | |  |
| Austragungsort                              | Estádio Municipal de Coimbra Coimbra, 9. September 1992 |  |
| Aufstellung                                 | Silvino Louro, António Veloso , Hélder Cristóvão, Samuel Quina, William, Fernando Mendes, Vítor Paneira (82. Wassili Kulkow), Alexander Mostowoi, João Pinto (91. Rui Costa), Isaías, Rui Águas |  |
| Trainer                                     | Tomislav Ivić |  |
| Tore                                        | 1:0 (72. Isaías), 1:1 (84. João Pinto) |  |

#### Portugiesisches Superpokalfinale 1993
| SL Benfica – FC Porto – 1:0 (0:0) | |  |
| Austragungsort                    | Estádio da Luz Lissabon, 11. August 1993 |  |
| Aufstellung                       | Neno, Abel Silva (82. César Brito), Hélder Cristóvão, Carlos Mozer, António Veloso , Vítor Paneira, Rui Costa, João Pinto, Isaías, Rui Águas (89. Alexander Mostowoi), Sergei Juran |  |
| Trainer                           | Toni |  |
| Tore                              | 1:0 (84. Rui Águas) |  |

| SL Benfica – FC Porto – 0:1 (0:0) | |  |
| Austragungsort                    | Estádio das Antas Lissabon, 15. August 1993 |  |
| Aufstellung                       | Neno, Abel Silva, Hélder Cristóvão, Carlos Mozer, António Veloso , Vítor Paneira (45. Hernâni Neves), Rui Costa, João Pinto, Isaías, Rui Águas, Sergei Juran (84. César Brito) |  |
| Trainer                           | Toni |  |
| Tore                              | 0:1 (84. Vinha) |  |

#### Portugiesisches Superpokalfinale 1993 Wiederholung
| SL Benfica – FC Porto – 3:4 n. E., 2:2 (1:1) | |  |
| Austragungsort                               | Estádio Municipal de Coimbra Coimbra, 17. August 1994 |  |
| Aufstellung                                  | Michel Preud’homme, Paulo Madeira, Hélder Cristóvão, William, Dimas Teixeira, Abel Xavier, Vitor Paneira (86. César Brito), Nelo (82. Daniel Kenedy), José Tavares, João Pinto, Isaías |  |
| Trainer                                      | Artur Jorge |  |
| Tore                                         | 0:1 (85. Domingos Paciência), 1:1 (89. José Tavares), 1:2 (95. Carlos Secretário), 2:2 (118. César Brito)                                                                              |  |

#### Portugiesisches Superpokalfinale 1994
| SL Benfica – FC Porto – 3:4 n. E., 2:2 (1:1) | |  |
| Austragungsort                               | Estádio da Luz Lissabon, 24. August 1994 |  |
| Aufstellung                                  | Michel Preud’homme, Paulo Madeira, Abel Xavier, Hélder Cristóvão, Paulão, António Veloso (27. Edílson), Vitor Paneira, Nelo, João Pinto, César Brito (45. Clóvis), Isaías |  |
| Trainer                                      | Artur Jorge |  |
| Tore                                         | 0:1 (72. Rui Filipe), 1:1 (75. Vitor Paneira) |  |

| SL Benfica – FC Porto – 0:0 | |  |
| Austragungsort              | Estádio das Antas Porto, 21. September 1994 |  |
| Aufstellung                 | Michel Preud’homme, Paulo Madeira, Abel Xavier, Paulão, António Veloso , Dimas Teixeira, Jorge Amaral, José Tavares, Nelo, João Pinto (75. César Brito), Isaías (83. Daniel Kenedy) |  |
| Trainer                     | Artur Jorge |  |
| Tore                        | |  |

#### Portugiesisches Superpokalfinale 1994 Wiederholung
| SL Benfica – FC Porto – 0:1 (0:0) | |  |
| Austragungsort                    | Parc des Princes Paris, 20. Juni 1995 |  |
| Aufstellung                       | Neno, Paulo Pereira, Abel Xavier, Hélder Cristóvão, Paulo Madeira, António Veloso (65. Edgar Pacheco), Daniel Kenedy, Dimas Teixeira, Mario Stanić, José Tavares (45. Akwá), Paulo Bento |  |
| Trainer                           | Artur Jorge |  |
| Tore                              | 0:1 (51. Domingos Paciência) |  |

#### Portugiesisches Superpokalfinale 1996
| SL Benfica – FC Porto – 0:1 (0:0) | |  |
| Austragungsort                    | Estádio das Antas Porto, 18. August 1996 |  |
| Aufstellung                       | Michel Preud’homme, Jorge Bermúdez, Hélder Cristóvão, Dimas Teixeira, Jamir Gomes, Bruno Caires (82. Hassan Nader), José Calado, Valdo Filho, João Pinto , Basarab Panduru (69. Luis Gustavo), Osmar Donizete Cândido |  |
| Trainer                           | Paulo Autuori |  |
| Tore                              | 0:1 (42. Domingos Paciência) |  |

| SL Benfica – FC Porto – 0:5 (0:2) | |  |
| Austragungsort                    | Estádio da Luz Lissabon, 18. September 1996 |  |
| Aufstellung                       | Michel Preud’homme, Jorge Bermúdez, Hélder Cristóvão, Dimas Teixeira (50. Ilian Iliew), Jamir Gomes, Bruno Caires, José Calado (73. Tahar El Khalej), Valdo Filho, João Pinto , Luis Gustavo, Osmar Donizete Cândido |  |
| Trainer                           | Paulo Autuori |  |
| Tore                              | 0:1 (3. Edmílson), 0:2 (43. Artur Oliveira), 0:3 (46. Jorge Costa), 0:4 (56. Arnold Wetl), 0:5 (85. Ljubinko Drulović)                                                                                               |  |

#### Portugiesisches Superpokalfinale 2004
| SL Benfica – FC Porto – 0:1 (0:0) | |  |
| Austragungsort                    | Estádio Cidade de Coimbra Coimbra, 20. August 2004 |  |
| Aufstellung                       | Quim, Miguel, Argel Fuchs, Luisão , Manuel dos Santos, Paulo Almeida (69. Bruno Aguiar), Petit, João Pereira (84. Everson), Zlatko Zahovič (59. Azar Karadaş), Simão, Tomo Šokota |  |
| Trainer                           | Giovanni Trapattoni |  |
| Tore                              | 0:1 (55. Ricardo Quaresma) |  |

#### Portugiesisches Superpokalfinale 2005
| SL Benfica – Vitória Setúbal – 1:0 (0:0) | |  |
| Austragungsort                           | Estádio Algarve Faro, 13. August 2005 |  |
| Aufstellung                              | José Moreira, João Pereira, Anderson, Luisão , Ricardo Rocha (78. Manuel dos Santos), Petit, Manuel Fernandes (80. Andrei Karjaka), Beto, Geovanni (69. Hélio Roque), Simão, Nuno Gomes |  |
| Trainer                                  | Ronald Koeman |  |
| Tore                                     | 1:0 (51. Nuno Gomes) |  |

#### Portugiesisches Superpokalfinale 2010
| SL Benfica – FC Porto – 0:2 (0:1) | |  |
| Austragungsort                    | Estádio Municipal de Aveiro Aveiro, 7. August 2010 |  |
| Aufstellung                       | Roberto, Rúben Amorim, David Luiz, Luisão (69. Sidnei), César Peixoto, Airton, Carlos Martins, Pablo Aimar (69. Franco Jara), Fábio Coentrão (77. Nicolás Gaitán), Javier Saviola, Óscar Cardozo |  |
| Trainer                           | Jorge Jesus |  |
| Tore                              | 0:1 (3. Rolando), 0:2 (67. Falcao) |  |

#### Portugiesisches Superpokalfinale 2014
| SL Benfica – Rio Ave FC – 3:2 n.E, 0:0 | |  |
| Austragungsort                         | Estádio Municipal de Aveiro Aveiro, 10. August 2014 |  |
| Aufstellung                            | Artur Moraes, Maxi Pereira, Jardel, Luisão , Eliseu, Rúben Amorim, Enzo Pérez, Eduardo Salvio (106. Bebé), Anderson Talisca (69. Derley), Nicolás Gaitán (100. Ola John), Lima |  |
| Trainer                                | Jorge Jesus |  |
| Tore                                   | |  |

#### Portugiesisches Superpokalfinale 2015
| SL Benfica – Sporting CP – 0:1 (0:0) | |  |
| Austragungsort                       | Estádio Algarve Faro, 9. August 2015 |  |
| Aufstellung                          | Júlio César, Nélson Semedo, Jardel, Lisandro López , Sílvio, Ljubomir Fejsa, Andreas Samaris (72. Kostas Mitroglou), Anderson Talisca (56. Pizzi), Ola John (81. Gonçalo Guedes), Nicolás Gaitán, Jonas |  |
| Trainer                              | Rui Vitória |  |
| Tore                                 | 0:1 (53. André Carrillo) |  |

### Teilnahme an Europa- und Weltpokalendspielen

#### Europapokal der Landesmeister 1961
| SL Benfica – FC Barcelona – 3:2 (2:1) | |  |
| Austragungsort                        | Stadion Wankdorf, Bern, 31. Mai 1961, 26.732 Zuschauer |  |
| Aufstellung                           | Costa Pereira, Mario João, Germano de Figueiredo, Ângelo Martins, José Neto, Fernando Cruz, José Augusto, Joaquim Santana, José Águas , Mário Coluna, Domiciano Cavém |  |
| Trainer                               | Béla Guttmann |  |
| Tore                                  | 0:1 (21. Sándor Kocsis), 1:1 (31. José Águas), 2:1 (32. o.g Antoni Ramallets), 3:1 (55. Mário Coluna), 3:2 (75. Zoltán Czibor)                                        |  |

#### Europapokal der Landesmeister 1962
| SL Benfica – Real Madrid – 5:3 (2:3) | |  |
| Austragungsort                       | Olympiastadion Amsterdam, Amsterdam, 2. Mai 1962, 61,257 Zuschauer |  |
| Aufstellung                          | Costa Pereira, Mario João, Germano de Figueiredo, Ângelo Martins, Domiciano Cavém, Fernando Cruz, José Augusto, Eusébio, José Águas , Mário Coluna, António Simões       |  |
| Trainer                              | Béla Guttmann |  |
| Tore                                 | 0:1 (18. Ferenc Puskás), 0:2 (23. Ferenc Puskás), 1:2 (25. José Águas), 2:2 (33. Domiciano Cavém), 2:3 (39. Ferenc Puskás), 3:3 (50. Mário Coluna), 3:3 (64. Eusébio FE) |  |

#### Europapokal der Landesmeister 1963
| SL Benfica – AC Mailand – 1:2 (1:0) | |  |
| Austragungsort                      | Wembley-Stadion, London, 22. Mai 1963, 45,715 Zuschauer |  |
| Aufstellung                         | Costa Pereira, Domiciano Cavém, Raúl Machado, Fernando Cruz, Humberto Fernandes, Mário Coluna , José Augusto, Joaquim Santana, José Augusto Torres, Eusébio, António Simões |  |
| Trainer                             | Fernando Riera |  |
| Tore                                | 1:0 (19. Eusébio), 1:1 (58. José Altafini), 1:2 (69. José Altafini) |  |

#### Europapokal der Landesmeister 1965
| SL Benfica – Inter Mailand – 0:1 (0:1) | |  |
| Austragungsort                         | San Siro, Mailand, 27. Mai 1965, 89.000 Zuschauer |  |
| Aufstellung                            | Costa Pereira, Domiciano Cavém, Raúl Machado, Germano de Figueiredo, Fernando Cruz, José Neto, Mário Coluna , José Augusto, José Augusto Torres, Eusébio, António Simões |  |
| Trainer                                | Elek Schwartz |  |
| Tore                                   | 0:1 (43. Jair da Costa) |  |

#### Europapokal der Landesmeister 1968
| SL Benfica – Manchester United – 1:4 nach Verlängerung (1:1, 0:0) | |  |
| Austragungsort                                                    | Wembley-Stadion, London, 29. Mai 1968, 92.225 Zuschauer |  |
| Aufstellung                                                       | José Henrique, Adolfo Calisto, Humberto Fernandes, Jacinto Santos, Fernando Cruz, Jaime Graça, Mário Coluna , José Augusto, José Augusto Torres, Eusébio, António Simões |  |
| Trainer                                                           | Otto Glória |  |
| Tore                                                              | 0:1 (53. Bobby Charlton), 1:1 (79. Jaime Graça), 1:2 (93. George Best), 1:3 (93. Brian Kidd), 1:4 (99. Bobby Charlton)                                                   |  |

#### UEFA-Pokal 1983
| SL Benfica – RSC Anderlecht – 0:1 (0:1) | |  |
| Austragungsort                          | König-Baudouin-Stadion, Brüssel, 4. Mai 1983, 52.694 Zuschauer |  |
| Aufstellung                             | Manuel Bento, Minervino Pietra, Frederico Rosa (78. Bastos Lopes), Humberto Coelho , Álvaro Magalhães, Carlos Manuel, José Luis, Shéu, Fernando Chalana, Zoran Filipović (68. Tamagnini Nené), Diamantino Miranda |  |
| Trainer                                 | Sven-Göran Eriksson |  |
| Tore                                    | 0:1 (29. Kenneth Brylle) |  |

| SL Benfica – RSC Anderlecht – 1:1 (1:1) | |  |
| Austragungsort                          | Estádio da Luz, Lissabon, 18. Mai 1983, 80.000 Zuschauer |  |
| Aufstellung                             | Manuel Bento, Minervino Pietra, Humberto Coelho , Bastos Lopes, António Veloso (62. João Alves), Carlos Manuel, Glenn Strömberg, Shéu (50. Zoran Filipović), Fernando Chalana, Tamagnini Nené, Diamantino Miranda |  |
| Trainer                                 | Sven-Göran Eriksson |  |
| Tore                                    | 1:0 (32. Shéu), 1:1 (38. Juan Lozano) |  |

#### Europapokal der Landesmeister 1988
| SL Benfica – PSV Eindhoven – 5:6 nach Elfmeterschießen (0:0) | |  |
| Austragungsort                                               | Neckarstadion, Stuttgart, 25. Mai 1988, 70.000 Zuschauer |  |
| Aufstellung                                                  | Silvino Louro, António Veloso, Dito, Álvaro Magalhães, Carlos Mozer, Elzo, Chiquinho Carlos, António Pacheco, Rui Águas (56. Wando), Shéu , Mats Magnusson (112. Hajry) |  |
| Trainer                                                      | Toni |  |
| Tore                                                         | |  |

#### Europapokal der Landesmeister 1990
| SL Benfica – AC Mailand – 0:1 (0:0) | |  |
| Austragungsort                      | Praterstadion, Wien, 23. Mai 1990, 57.500 Zuschauer |  |
| Aufstellung                         | Silvino Louro , José Carlos, Ricardo Gomes, Samuel Quina, Aldair, Hernâni Neves, Vítor Paneira (76. Vata), António Pacheco (60. César Brito), Jonas Thern, Valdo, Mats Magnusson |  |
| Trainer                             | Sven-Göran Eriksson |  |
| Tore                                | 1:0 (68. Frank Rijkaard) |  |

#### UEFA Europa League 2013
| SL Benfica – FC Chelsea – 1:2 (0:0) | |  |
| Austragungsort                      | Amsterdam Arena, Amsterdam, 15. Mai 2013, 46.163 Zuschauer |  |
| Aufstellung                         | Artur Moraes, André Almeida, Luisão , Ezequiel Garay (78. Jardel), Lorenzo Melgarejo (66. Ola John), Enzo Pérez, Nemanja Matić, Eduardo Salvio, Rodrigo (66. Lima), Nicolás Gaitán, Óscar Cardozo |  |
| Trainer                             | Jorge Jesus |  |
| Tore                                | 0:1 (60. Fernando Torres), 1:1 (66. Óscar Cardozo FE), 1:2 (90.+3 Branislav Ivanović) |  |

#### UEFA Europa League 2014
| SL Benfica – FC Sevilla – 2:4 nach Elfmeterschießen (0:0) | |  |
| Austragungsort                                            | Juventus Stadium, Turin, 14. Mai 2014, 33.120 Zuschauer |  |
| Aufstellung                                               | Jan Oblak, Maxi Pereira, Luisão , Ezequiel Garay, Guilherme Siqueira (99. Óscar Cardozo), Rúben Amorim, André Gomes, Nicolás Gaitán (119. Ivan Cavaleiro), Miralem Sulejmani (25. André Almeida), Lima, Rodrigo |  |
| Trainer                                                   | Jorge Jesus |  |
| Tore                                                      | |  |

### Teilnahme an Europapokalendspielen (Junioren)

#### UEFA Youth League 2014
| SL Benfica – FC Barcelona – 0:3 (0:2) | |  |
| Austragungsort                        | Centre sportif de Colovray, Nyon, 14. April 2014 |  |
| Aufstellung                           | Thierry Graça, Rafael Ramos, João Nunes , Alexandre Alfaiate (83. João Gomes), Rebocho, Gilson Costa (64. Hildeberto Pereira), Estrela, Rochinha, Nuno Santos, Gonçalo Guedes, Romário Baldé |  |
| Trainer                               | João Tralhão |  |
| Tore                                  | 0:1 (8. Tarín), 0:2 (33. Munir El Haddadi), 0:3 (88. Munir El Haddadi) |  |